# فجأة (فلم 2013)
فجأة (بالإنجليزية: Suddenly) هو فيلم جريمة وإثارة تم إنتاجه في كندا والولايات المتحدة وصدر سنة 2013 بطولة راي ليوتا وإيرين كاربليك ودومينيك بورسيل.

## القصة
تدور أحداث هذا الفيلم حول أربعة قتلة مأجورين يقودهم «بارون» حيث أنهم أظهروا أنفسهم كعملاء في المخابرات من أجل الاستيلاء على منزل زوجة محارب راحل تُدعى «إيلين»، حيث أن منزلها هو المكان الأفضل للقنص من أجل خطتهم لاغتيال الرئيس في أثناء زيارته لمدينة صغيرة فجأة. لقد استطاعوا خداع رجال الشرطة المحليين فيما عدا شخص واحد يُدعى «تود» حيث أنه بطل عسكري سابق مُثقل بآلام الحرب، لكنه أصبح الآن سكير المدينة، لقد خدم «تود» مع زوج «إيلين» الراحل ويشعر بالحب تجاهها منذ سنوات عديدة ولكنها ترفض كل محاولاته للتقرب منها، لقد زار «تود» المنزل وتشكك في الحال في «بارون» ولكن لن يسمع أحد لهذيان هذا السكير، وعندما أدرك «تود» ما يحدث، خطط لقتل مجموعة «بارون» ولكنه اُعتقل. الآن يجب على «تود» و«إيلين» إيجاد طريقة لإيقاف «بارون» ورجاله قبل أن يقتلوا الرئيس.

## وصلات خارجية
- مقالات تستعمل روابط فنية بلا صلة مع ويكي بيانات